# Sebald Minderer
Sebald Minderer (auch Sebaldus Minderer; * 20. Mai 1710 in Augsburg; † 30. November 1784 in Passau) war ein deutscher Franziskaner und römisch-katholischer Theologe.

## Leben

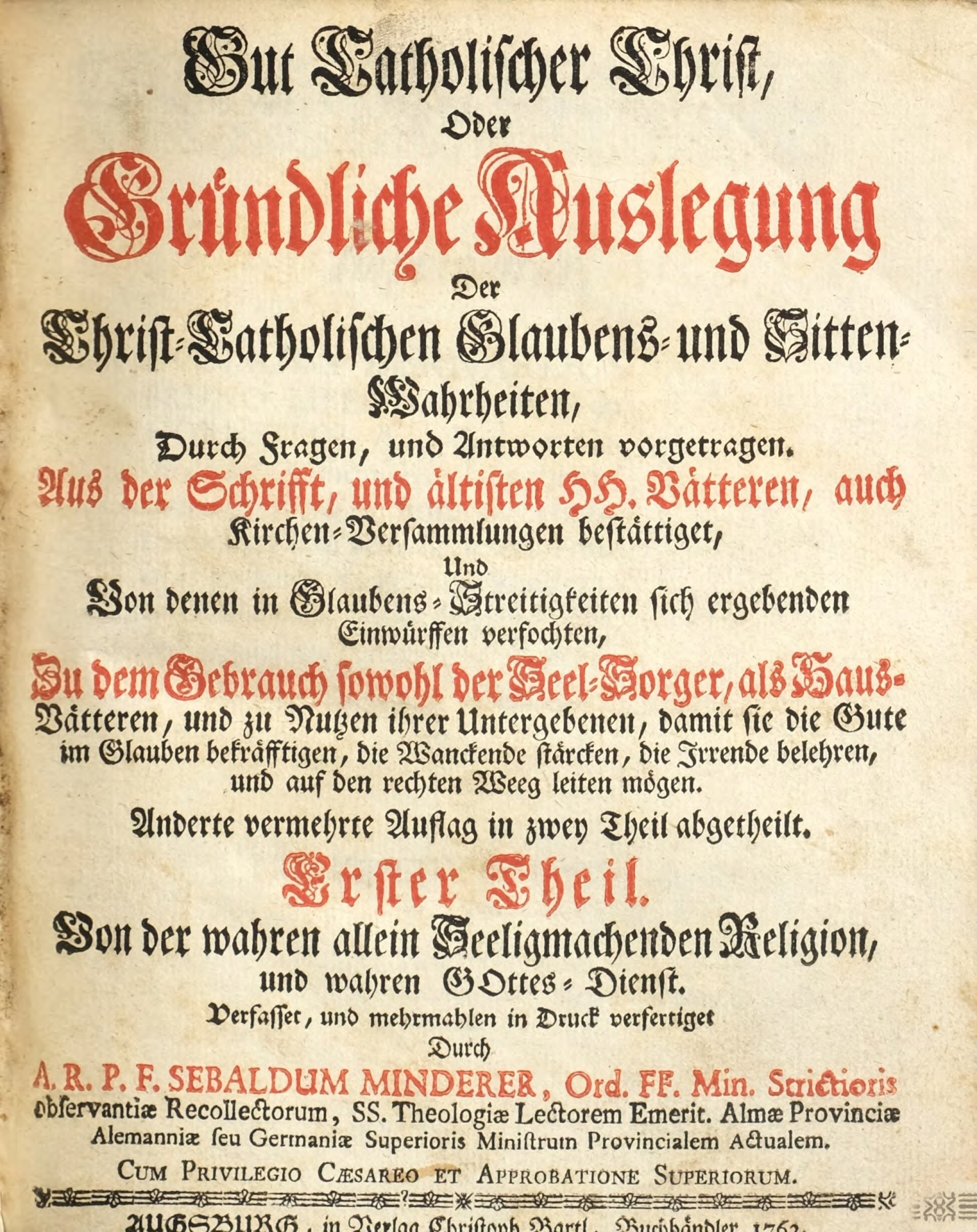
Gut Catholischer Christ, Augsburg 1762

Minderer erhielt seine Schulbildung in Augsburg. 1729 trat er in die Bayerische Franziskanerprovinz (Bavaria) ein und absolvierte dort das Studium der Theologie. Er wirkte zunächst am Kloster in Hechingen und anschließend an verschiedenen Klöstern als Lektor der Theologie und als Guardian. Auch war er Kustos seiner Ordensprovinz. 1745 kam er als Guardian an das Franziskanerkloster Passau. Dort stand er in der Gunst des Fürstbischofs und Kardinals Joseph Dominikus Graf von Lamberg, der ihn zu seinem Beichtvater ernannte und mit der Abfassung eines Katechismus beauftragte, der unter dem Titel Gut Catholischer Christ, Oder Gründliche Auslegung Der Christ-Catholischen Glaubens- und Sitten-Wahrheiten in mehreren Auflagen erschien, und der ihn in theologischen Fragen konsultierte. 
Minderer wurde später auch von seinen Ordensbrüdern zum Provinzial der Bavaria und Definitor generalis des Gesamtordens gewählt. Er galt als sehr intolerant gegenüber Menschen, die in seinen Augen zum Protestantismus neigten, und bemühte sich regelmäßig um die Verfolgung von Verstößen.

## Werke (Auswahl)
- Dissertatio theologica de antiquitate, utilitate et necessitate theologiae scholastico-dogmaticae, Mangold, Passau 1746.
- Practica explanatio Extensionis universalis Iubilaei in Urbe celebrati a. 1750 ad universum cathol. orbem per Constitutionem SS. D. Benedicti XIV., Passau 1751.
- Gut Catholischer Christ, Oder Gründliche Auslegung Der Christ-Catholischen Glaubens- und Sitten-Wahrheiten, 2 Bände, Bartl, Augsburg 1762.
- Supplementum Theologiae moralis Patris Benjamini Elbel de indulgentiis in genere et specie, nec non de jubilaeo, 6 Bände, Bartl. Augsburg 1763.